# 사사이 지나리
사사이 지나리(일본어: 笹井 一愛, 2004년 10월 12일 ~ )는 일본의 여자 축구 선수이다.

## 구단 경력
2023년 WE리그의 노지마 스텔라 가나가와 사가미하라에 입단하였다.

## 국가대표팀 경력
그녀는 2024년 FIFA U-20 여자 월드컵에 참가할 일본 U-20 국가대표팀에 발탁되었으며, 6경기에 출전, 3득점을 기록했으며 준우승에 기여했다.